# Donaldo Arza
Donaldo Arza (15 agosto 1946) è un ex mezzofondista panamense.
Il suo risultato di maggior prestigio è un quarto posto ottenuto sui 1500 metri ai Giochi panamericani del 1971.
Nel 1972, alla sua prima e unica partecipazione ai Giochi Olimpici, fu portabandiera per il suo Paese alle Olimpiadi di Monaco di Baviera. In quell'occasione gareggiò sia sugli 800 che sui 1500 m venendo eliminato al primo turno in entrambe le competizioni. 